# Cratichneumon georgius
Cratichneumon georgius là một loài tò vò trong họ Ichneumonidae.